# Liste des évêques de Worms

Armes des évêques de Worms

Liste des évêques du diocèse de Worms :
| nom                                               | de             | à                 |
| ------------------------------------------------- | -------------- | ----------------- |
| Viktor                                            |                | ~ 347             |
| Krotold                                           |                | ~ 551             |
| Rupert                                            | 577            | 600               |
| Berchtulf                                         |                | ~ 614             |
| Amandus                                           |                | 659               |
| Rupert de Salzbourg, présumé Robertiens           |                | 717 ou 718        |
| Erembert                                          | 770            | 793 ou 803        |
| Bernhard                                          | 793 oder 803   | 823 oder 826      |
| Fulko ou Volkwin, Bolkwin                         | 823 oder 826   | 841               |
| Samuel                                            | 841            | 856               |
| Gunzo                                             | 856            | 872               |
| Adelhelm                                          | 872            | 890               |
| Dietlach                                          | 890            | 914               |
| Richowo                                           | 914            | 950               |
| Hanno (Worms)                                     | 950            | 978               |
| Hildebold (Worms)                                 | 978            | 998               |
| Franko de Hesse                                   | 998            | 28 août 999       |
| Erpo ou Erso                                      | 999            | 999               |
| Razo                                              | 999            | 999               |
| Burchard Ier                                      | 1000           | 1025              |
| Azecho                                            | 1025           | 1044              |
| Adalgar                                           | 1044           | 1044              |
| Arnold Ier ou Arnoulf                             | 1044           | 1065              |
| Adalbert Ier de Rheinfelden                       | 1065           | 1070              |
| Adalbert II de Saxe                               | 1070           | 1107              |
| Winther (contre évêque) (Saargaugrafen)           |                | 1077              |
| Eppo (contre évêque)                              | 1090           | 1105              |
| Kuno (contre évêque)                              | 1099           | 1105              |
| Ezzo                                              | 1107           | vielleicht 1115   |
| Arnold II                                         | peut-être 1110 | peut-être 1131    |
| Burchard II de Ahorn                              | peut-être 1120 | 1149              |
| Konrad Ier de Steinbach                           | 1150           | 1171              |
| Konrad II von Sternberg                           | 1171           | 1192              |
| Henri Ier de Maëstricht                           | 1192           | 1195              |
| Leopold II von Schönfeld                          | 1196           | 1217              |
| Henri II de Sarrebruck                            | 1217           | 1234              |
| Landolf von Hoheneck                              | 1234           | 1247              |
| Konrad III von Dürkheim                           | 1247           | 1247              |
| comte Richard de Dhaun                            | 1247           | 29 novembre 1257  |
| Eberhard Ier, Rheingraf von Baumburg              | 1257           | 23 mars 1277      |
| Friedrich Ier, Rheingraf von Baumburg             | 1277           | 17 février 1283   |
| Simon de Schöneck                                 | 1283           | 1291              |
| Eberhard II de Strahlenberg                       | 1291           | 1293              |
| Emicho de Baumbourg                               | 1294           | 1299              |
| Eberwin de Kronenberg                             | 1300           | 1308              |
| Baudouin de Luxembourg (administrateur)           | 1309           | 1310              |
| Emeric de Schöneck                                | 1310           | 1318              |
| Henri III de Dhaun                                | 1318           | 1319              |
| Conrad de Schöneck                                | 1319           | 1329              |
| Gerlach d'Erbach                                  | 1329           | 1332              |
| Salomon Waldpot dit Kleemann                      | 1332           | 1350              |
| Thierry V Bayer de Boppard                        | 1350           | 1365              |
| Jean Schadland                                    | 1365           | 1370              |
| Eckard de Dersch                                  | 1370           | 1405              |
| Matthieu de Cracovie                              | 1405           | 1410              |
| Jean II de Fleckenstein                           | 1410           | 1426              |
| Eberhard III de Sternberg                         | 1426           | 1427              |
| Frédéric II de Domneck                            | 1427           | 1445              |
| Louis d'Ast                                       | 1445           | 1445              |
| Reinhard Ier de Sickingen                         | 1445           | 1482              |
| Jean de Dalberg                                   | 1482           | 1503              |
| Reinhard II de Riepur                             | 1503           | 1523              |
| Henri du Palatinat                                | 1523           | 1552              |
| Théoderic II de Pettendorf                        | 1552           | 1580              |
| Georges de Schomberg                              | 1580           | 11 août 1595      |
| Philippe de Rottenstein                           | 1595           | 21 mars 1604      |
| Philippe II Kratz de Scharfenstein                | 4 mai 1604     | 7 juin 1604       |
| Guillaume d'Efferen                               | 1604           | 7 août 1616       |
| Georges-Frédéric de Greiffenclau                  | 1616           | 6 juillet 1629    |
| Georges-Antoine de Rodenstein                     | 1629           | 30 octobre 1652   |
| vacance                                           | 1652           | 1654              |
| Hugues-Eberhard Kratz de Scharfenstein            | 1654           | 13 mars 1663      |
| Jean-Philippe de Schönborn                        | 1663           | 12 février 1673   |
| Lothaire-Frédéric de Metternich-Bourscheid        | 1673           | 3 juin 1675       |
| Damien-Hartard de la Leyen                        | 1675           | 6 décembre 1678   |
| Charles-Henri de Metternich-Winnebourg            | 9 janvier 1679 | 26 septembre 1679 |
| François-Emeric-Gaspard Waldpot de Bassenheim     | 1679           | 11 juin 1683      |
| Jean-Charles de Franckenstein                     | 1683           | 29 septembre 1691 |
| comte palatin Louis-Antoine de Palatinat-Neubourg | 1691           | 4 mai 1694        |
| François-Louis de Palatinat-Neubourg              | 1694           | 18 avril 1732     |
| comte François-Georges de Schönborn               | 1732           | 18 janvier 1756   |
| comte Jean-Frédéric-Charles d'Ostein              | 1756           | 4 juin 1763       |
| baron Jean-Philippe de Walderdorff                | 1763           | 12 janvier 1768   |
| Emeric-Joseph de Breidbach de Burrisheim          | 1768           | 11 juillet 1774   |
| Frédéric-Charles Joseph d'Erthal                  | 1774           | 25 juillet 1802   |
| Charles-Théodore de Dalberg                       | 1802           | 1803 († 1817)     |

Le diocèse de Worms a été occupé par les troupes françaises à partir de 1792 puis progressivement sécularisé jusqu'en 1801 avant de disparaitre complètement en 1803. Les territoires en rive gauche du Rhin ont été transférés au diocèse de Mayence (voir liste des évêques de Mayence) tandis que les territoires situés sur la rive droite ont formé le vicariat de Lampertheim jusqu'en 1827.

## Littérature
- Max Wilberg: Regententabellen-Eine Zusammenstellung der Herrscher von Ländern aller Erdteile bis zum Beginn des 20. Jahrhunderts. Transpress VEB Verlag für Verkehrswesen, Berlin 1987 (unveränderter fotomechanischer Nachdruck der Auflage Frankfurt/Oder 1906),  (ISBN 3-344-00094-2)